# Carthage (Dakota del Sud)
Carthage è un comune (city) degli Stati Uniti d'America della contea di Miner nello Stato del Dakota del Sud. La popolazione era di 144 abitanti al censimento del 2010.

## Geografia fisica
Carthage è situata a 44°10′10″N 97°42′57″W (44.169550, -97.715801).
Secondo lo United States Census Bureau, la città ha una superficie totale di 3,86 km², dei quali 3,78 km² di territorio e 0,08 km² di acque interne (2,08% del totale).

## Storia
Carthage fu pianificata nel 1883. Prende il nome da Carthage, New York.
Tra il 1991 e il 1992 qui visse, diverse settimane, Chris McCandless, il ragazzo che voleva vivere nella natura più selvaggia e che trovò la morte nell'agosto 1992 all'interno del Parco Nazionale del Denali in Alaska e la cui storia è stata ricostruita da Jon Krakauer in "Into the wild", poi trasposta in film da Sean Penn. Carthage fu l'ultima dimora stabile di McCandless prima di partire in autostop per l'Alaska.

## Società

### Evoluzione demografica
Secondo il censimento del 2010, la popolazione era di 144 abitanti.

### Etnie e minoranze straniere
Secondo il censimento del 2010, la composizione etnica della città era formata dal 96,53% di bianchi, lo 0% di afroamericani, lo 0% di nativi americani, lo 0,69% di asiatici, lo 0% di oceanici, lo 0% di altre razze, e il 2,78% di due o più etnie. Ispanici o latinos di qualunque razza erano lo 0% della popolazione.